# Vicariato apostolico di Bontoc-Lagawe
Il vicariato apostolico di Bontoc-Lagawe (in latino Vicariatus Apostolicus Bontocensis-Lagavensis) è una sede della Chiesa cattolica nelle Filippine aggregata alla provincia ecclesiastica di Nueva Segovia. Nel 2022 contava 210.112 battezzati su 347.332 abitanti. È retto dal vescovo Valentin Cabbigat Dimoc.

## Territorio
Il vicariato apostolico comprende le province filippine di Ifugao e di Mountain.
Sede del vicariato è la città di Bontoc, dove si trova la cattedrale di Santa Rita.
Il territorio si estende su 4.758 km² ed è suddiviso in 23 parrocchie.

## Storia
Il vicariato apostolico è stato eretto il 6 luglio 1992 con la bolla Ad aptius in Insulis di papa Giovanni Paolo II, ricavandone il territorio dal vicariato apostolico di Mountain Provinces (oggi diocesi di Baguio). È aggregato alla provincia ecclesiastica di Nueva Segovia.

## Cronotassi dei vescovi
Si omettono i periodi di sede vacante non superiori ai 2 anni o non storicamente accertati.
- Brigido Agalpas Galasgas † (6 luglio 1992 - 15 maggio 1995 deceduto)
- Francisco Funaay Claver, S.I. † (2 novembre 1995 - 15 aprile 2004 ritirato)
- Cornelio Galleo Wigwigan † (19 marzo 2004 - 16 maggio 2005 deceduto)
- Rodolfo Fontiveros Beltran † (18 marzo 2006 - 30 ottobre 2012 nominato vescovo di San Fernando de La Union)
  - Sede vacante (2012-2015)
- Valentin Cabbigat Dimoc, dal 6 maggio 2015

## Statistiche
Il vicariato apostolico nel 2022 su una popolazione di 347.332 persone contava 210.112 battezzati, corrispondenti al 60,5% del totale.
| anno | popolazione | popolazione | popolazione | presbiteri | presbiteri | presbiteri | presbiteri                | diaconi | religiosi | religiosi | parrocchie |
| anno | battezzati  | totale      | %           | numero     | secolari   | regolari   | battezzati per presbitero | diaconi | uomini    | donne     | parrocchie |
| ---- | ----------- | ----------- | ----------- | ---------- | ---------- | ---------- | ------------------------- | ------- | --------- | --------- | ---------- |
| 1999 | 177.761     | 281.361     | 63,2        | 19         | 15         | 4          | 9.355                     |         | 4         | 26        | 17         |
| 2000 | 177.761     | 281.361     | 63,2        | 16         | 13         | 3          | 11.110                    |         | 3         | 27        | 17         |
| 2001 | 201.739     | 310.817     | 64,9        | 19         | 16         | 3          | 10.617                    |         | 3         | 26        | 17         |
| 2002 | 197.510     | 302.062     | 65,4        | 23         | 17         | 6          | 8.587                     |         | 6         | 26        | 17         |
| 2003 | 199.343     | 302.062     | 66,0        | 26         | 19         | 7          | 7.667                     |         | 7         | 23        | 20         |
| 2004 | 202.754     | 307.348     | 66,0        | 26         | 18         | 8          | 7.798                     |         | 8         | 20        | 20         |
| 2010 | 214.000     | 347.000     | 61,7        | 30         | 23         | 7          | 7.133                     |         | 29        | 14        | 21         |
| 2014 | 230.000     | 374.000     | 61,5        | 30         | 27         | 3          | 7.666                     |         | 32        | 12        | 22         |
| 2017 | 241.800     | 392.270     | 61,6        | 29         | 29         |            | 8.337                     |         | 4         | 15        | 22         |
| 2020 | 207.158     | 345.265     | 60,0        | 35         | 31         | 4          | 5.918                     |         | 7         | 11        | 23         |
| 2022 | 210.112     | 347.332     | 60,5        | 39         | 35         | 4          | 5.387                     |         | 7         |           | 23         |